# マニトゥーリン地区
マニトゥーリン地区（マニトゥーリンちく、英: Manitoulin District）は、カナダのオンタリオ州北部に位置する地方行政区のひとつ。ヒューロン湖の北、ジョージア湾の西に位置するマニトゥーリン島と周辺の諸島を含む。オンタリオ州北部の他の地区と同様に、行政は直接、州政府及び各市町村によって行われている。1888年にアルゴマ地区より分割され設立された。

## 主な都市
- ゴアベイ （Gore Bay）